# Reiskirchener Dreieck
Het Reiskirchener Dreieck is een verkeersknooppunt in de Duitse deelstaat Hessen.
Op dit trompetknooppunt ten zuidoosten van het dorp Reiskirchen sluit de A480 vanuit Gießen aan op de A5 Hattenbacher Dreieck-Zwitserse grens bij Weil am Rhein.
Configuratie
Knooppunt
Het is een trompetknooppunt.
Rijstrook
Nabij het knooppunt heeft de A5 2x3 rijstroken en de A480 heeft 2x2 rijstroken. Alle verbindingswegen hebben één rijstrook.

## Verkeersintensiteiten
Dagelijks passeren ongeveer 90.000 voertuigen het knooppunt.
| Van                        | Naar                  | Gemiddeld aantal voertuigen per dag |
| -------------------------- | --------------------- | ----------------------------------- |
| AS Grünberg (A 5)          | Reiskirchener Dreieck | 62.200                              |
| Reiskirchener Dreieck      | AS Reiskirchen (A 5)  | 48.600                              |
| Gießener Nordkreuz (A 480) | Reiskirchener Dreieck | 20.100                              |

## Richtingen knooppunt
| Aansluitende wegen                                 | Aansluitende wegen                        | Aansluitende wegen | Aansluitende wegen | Aansluitende wegen |
| -------------------------------------------------- | ----------------------------------------- | ------------------ | ------------------ | ------------------ |
| richting Gießen / Marburg Wetzlar / Dortmund       |                                           |                    |                    |                    |
|                                                    |                                           |                    |                    |                    |
|                                                    | richting Fulda / Erfurt Kassel / Hannover |                    |                    |                    |
|                                                    |                                           |                    |                    |                    |
| richting Reiskirchen / Wiesbaden Frankfurt / Bazel |                                           |                    |                    |                    |